# Phyllophorus drachi
Phyllophorus drachi is een zeekomkommer uit de familie Phyllophoridae.
De wetenschappelijke naam van de soort werd in 1968 gepubliceerd door Gustave Cherbonnier & Alain Guille.